# پرنس روپرت راین، دوک کمبرلند
پرنس روپرت راین، دوک کمبرلند (آلمانی: Ruprecht Pfalzgraf bei Rhein, Herzog von Bayern; ۱۷ دسامبر ۱۶۱۹ o.s. – ۲۹ نوامبر ۱۶۸۲) سرباز، دولت‌مرد اهل آلمان بود. وی همچنین برندهٔ جوایزی همچون نشان بند جوراب شده‌است.